# Elsdon Tower

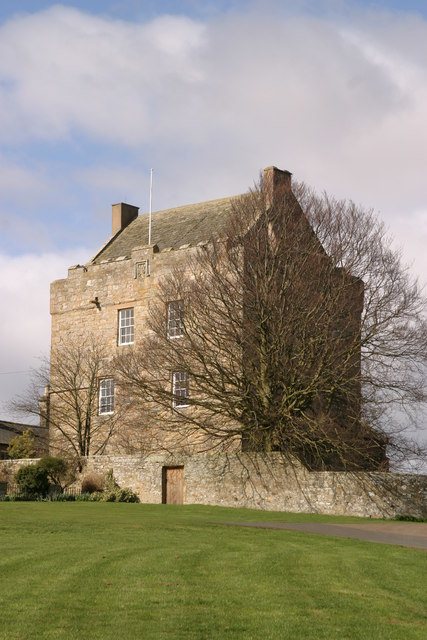
Elsdon Tower, heute ein Pfarrhaus

Elsdon Tower ist ein mittelalterlicher Wohnturm im Dorf Elsdon, etwa 16 km südwestlich von Rothbury in der englischen Grafschaft Northumberland. Der Turm, der in ein Pfarrhaus umgebaut wurde, wurde von English Heritage als historisches Gebäude I. Grades gelistet.
Das Anwesen wurde erstmals 1415 als Vicars Pele, ein Peel Tower, der vom Pfarrer von Elsdon bewohnt wurde, urkundlich erwähnt.
Der Wohnturm, der ursprünglich vier Stockwerke hatte, wurde im 17. Jahrhundert auf drei Geschosse reduziert und erhielt ein Satteldach und eine zinnenbewehrte Brüstung.
Anfang des 19. Jahrhunderts ließ Erzdekan Singleton eine Eingangshalle und eine zweistöckige Erweiterung mit zwei Jochen anbauen.
Das Haus wurde bis 1960 als Pfarrhaus genutzt. In den 1990er Jahren wurde es vollständig renoviert und neu hergerichtet.
Die nahegelegene mittelalterliche Motte, die vermutlich Robert de Umfraville zu Beginn des 12. Jahrhunderts bauen ließ, heißt Elsdon Castle.